# Beatrice Kaufman

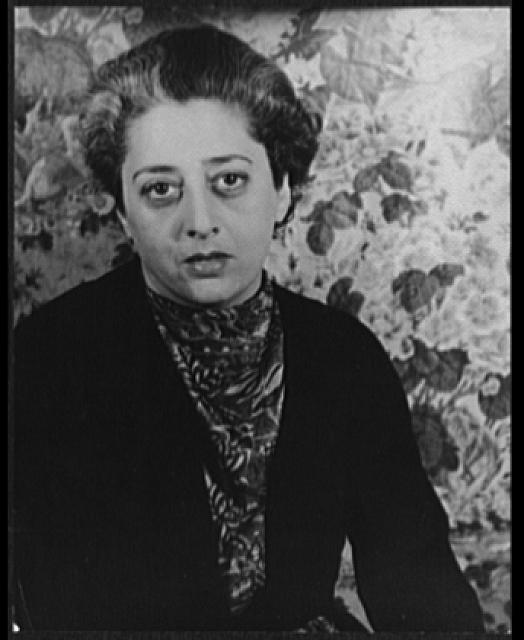
Carl Van Vechten: Porträt der Beatrice Kaufman, 1934

Beatrice Kaufman (* 20. Januar 1895 in Rochester, New York; † 6. Oktober 1945 in New York City, New York) war eine US-amerikanische Herausgeberin und Dramatikerin. In den 1930er- und 40er-Jahren galt sie als eine der geistreichsten Frauen New York Citys. Verheiratet war sie mit dem Drehbuchautor George S. Kaufman.

## Leben
Kaufman wurde 1895 als Beatrice Bakrow in Rochester im US-Bundesstaat New York geboren. Ihre Eltern Julius und Sarah (geb. Adler) Bakrow waren deutsch-jüdischer Herkunft. Sie wuchs mit zwei Brüdern, Leonard und Julian, auf. 1913 nahm das Wellesley College sie als Studentin an, aber bereits im ersten Jahr wurde sie von der Hochschule verwiesen, weil sie die Sperrstunde gebrochen hatte. Sie wechselte an die University of Rochester, wo sie ein Jahr später das Studium abbrach.
1917 heiratete sie George S. Kaufman, Theaterreporter der New York Tribune und angehender Bühnenautor. Das Paar zog nach New York City und bekam 1919 eine Tochter.
Beatrice und George S. Kaufman waren langjährige Mitglieder des Algonquin Round Table, ein legendärer literarischer Zirkel mit Journalisten, Literaten und Schauspielern, die sich regelmäßig im New Yorker Algonquin Hotel trafen. Die Kaufmans waren mit den berühmtesten Literatur- und Unterhaltungskoryphäen der Zeit befreundet, unter ihnen Moss Hart, Frank Sinatra, Yip Harburg, Ethel Merman, Helen Hayes, Irving Berlin, Alfred Lunt, Ruth Goetz und Russel Crouse.
Beatrice Kaufman lebte in New York, bis sie 1945 mit 50 Jahren in ihrem Appartement in der Park Avenue starb.

## Werk
Ihre berufliche Laufbahn begann Kaufman 1918 als Assistentin der Pressevertretung von den Stummfilmschauspielerinnen Natalie, Constance and Norma Talmadge. Anschließend leitete sie fünf Jahre lang die Redaktion beim Verlagshaus Boni & Liveright. In dieser Zeit gab sie Werke von bedeutenden Schriftstellern, Dichtern und Dramatikern heraus, unter anderem von T.S. Eliot, William Faulkner, E. E. Cummings, John Steinbeck, Eugene O’Neill, Djuna Barnes und schließlich die Werke von ihrem Mann. Sie bearbeitete Ernest Hemingways erstes veröffentlichtes Werk – eine Sammlung von Kurzgeschichten namens In Our Time – und überzeugte ihre widerwilligen Chefs, es zu veröffentlichen.
In den 1930er Jahren war Kaufman in verschiedenen anderen redaktionellen Funktionen tätig, etwa als Redakteurin für Belletristik bei Harper’s Bazaar und Viking Press sowie bei dem Filmproduzenten Samuel Goldwyn.
Neben ihrer redaktionellen Tätigkeit schrieb und veröffentlichte Kaufman Kurzgeschichten, meist im New Yorker und schreib zwei Stücke: Divided by Three (mit Margaret Leech) und The White-Haired Boy (mit Charles Martin), die beide erfolgreich produziert wurden.